# Gilberto Jiménez Narváez
Gilberto Jiménez Narváez (Abejorral, Antioquía, 18 de febrero de 1937-Medellín, Antioquia, 20 de octubre de 2015) fue un eclesiástico colombiano de la Iglesia católica. Fue obispo de la diócesis de Riohacha, y luego, obispo auxiliar de la Arquidiócesis de Medellín, en la cual, una vez retirado prestó sus servicios como obispo emérito hasta su fallecimiento, el 20 de octubre de 2015.

## Vida y obra
Nació el 18 de febrero de 1937 en el municipio de Abejorral (Antioquia). Sus padres fueron Paulino Jiménez e Inés Narváez. Es el cuarto de 11 hijos: Álvaro, Libardo, Neila, Guillermo, Nubia, Gustavo, Iván (sacerdote de la arquidiócesis de Medellín), Libia, Alberto y Alba. El bautismo, la confirmación y la primera comunión los celebró en el templo parroquial de Nuestra Señora del Carmen de su pueblo natal. 
Cursó los estudios primarios en la Escuela Dionisio Arango Mejía de Abejorral, los de secundaria en el Seminario Menor de Medellín, los de filosofía y teología en el Seminario Mayor de la misma ciudad. El 18 de marzo de 1957, estando en el seminario, fue creada la diócesis de Sonsón, mediante la bula «In Apostolici Muneris» del papa Pío XII, desmembrada de la arquidiócesis de Medellín. Al ser oriundo de Abejorral, uno de los municipios que conforman la nueva diócesis, quedó disponible a ser ordenado para dicha jurisdicción eclesiástica, por eso monseñor Alfredo Rubiano Díaz lo ordenó presbítero el 1 de septiembre de 1963, en el templo parroquial de su pueblo natal, incardinándose a la diócesis de Sonsón. El 20 de abril de 1968, fue reorganizada la diócesis, y desde entonces la jurisdicción episcopal comenzó a llamarse diócesis de Sonsón-Rionegro.
Durante su ministerio como presbítero desempeño consecutivamente los siguientes cargos: vicario parroquial en El Carmen de Viboral (1964), vicario parroquial de Nariño (1965) vicario parroquial de San Carlos (1966), vicario parroquial Jesús Nazareno de Rionegro (1967), vicario parroquial nuevamente en El Carmen de Viboral (1968-1973). 
Más adelante, fue director del Secretariado Diocesano de Pastoral y simultáneamente párroco de la Parroquia San Antonio de Rionegro (1976-1978), director del Departamento de juventud del SPEC (1978-1983), vicario de Pastoral de la Diócesis de Sonsón-Rionegro (1984-1987) y simultáneamente párroco de Guarne (1984-1985) y párroco de la Parroquia Nuestra Señora del Perpetuo Socorro en Rionegro (1986- 1987), Rector del Seminario Misionero Espíritu Santo en La Ceja (1988-1990).
En dos ocasiones realizó estudios de especialización en Roma; primero frecuentó el Teresianum, de 1973 a 1975, donde obtuvo la licenciatura en Teología Espiritual y, luego, la Universidad Urbaniana, de 1991 a 1992, para estudios de actualización pastoral.
Finalmente, cuando desempeñaba el cargo de Director del Departamento de Pastoral para los Ministerios Jerárquicos del SPEC, el papa Juan Pablo II lo nombra como obispo de Riohacha el 16 de julio de 1996. Recibió la consagración episcopal el 7 de septiembre de 1996 en la Concatedral de Rionegro de manos del entonces obispo de Sonsón-Rionegro, monseñor Flavio Calle Zapata y fue conconsagrante monseñor Alberto Giraldo Jaramillo, arzobispo de Medellín. 
Tiempo después de estar al frente de la diócesis de Riohacha, monseñor Jiménez comienza a tener serios problemas de salud, por lo cual en diciembre de 1999, monseñor Rubén Salazar Gómez, arzobispo de Barranquilla, fue designado por su Santidad como administrador apostólico de dicha diócesis. Esta determinación se tomó para garantizar el funcionamiento de la diócesis, mientras se recupera totalmente.
Luego, en 2001 monseñor Jiménez presenta su renuncia como obispo de Riohacha por motivos de salud, la cual es aceptada por el papa Juan Pablo II. Por sus quebrantos de salud, la Santa Sede lo traslada a Medellín, cuando Su Santidad lo nombra como obispo auxiliar de Medellín y titular de Apolonia el 20 de marzo de 2001. Recuperado y después de casi 11 años como obispo auxiliar de Medellín, presentó su renuncia por cumplir el límite de edad canónica, la cual fue acepta el 25 de febrero de 2012 por el papa Benedicto XVI. Falleció en su casa, en Medellín, en las primeras horas de la noche del martes 20 de octubre de 2015.